# Four Daughters
Four Daughters is een Amerikaanse dramafilm uit 1938 onder regie van Michael Curtiz. In Nederland werd de film destijds uitgebracht onder de titel Vier dochters.

## Verhaal
De muzikant Adam Lemp en zijn vier muzikale vier dochters hebben een gelukkig leven. De komst van de knappe, maar cynische componist Mickey Borden gooit hun levens overhoop.

## Rolverdeling
| Acteur         | Personage          |
| -------------- | ------------------ |
| Claude Rains   | Adam Lemp          |
| Jeffrey Lynn   | Felix Deitz        |
| John Garfield  | Mickey Borden      |
| Frank McHugh   | Ben Crowley        |
| May Robson     | Tante Etta         |
| Gale Page      | Emma Lemp          |
| Dick Foran     | Ernest             |
| Vera Lewis     | Mevrouw Ridgefield |
| Tom Dugan      | Jake               |
| Eddie Acuff    | Sam                |
| Donald Kerr    | Earl               |
| Priscilla Lane | Ann Lemp           |
| Rosemary Lane  | Kay Lemp           |
| Lola Lane      | Thea Lemp          |